# De Grand'Ry

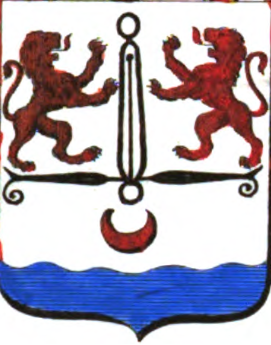
Wapen van de familie de Grand'Ry

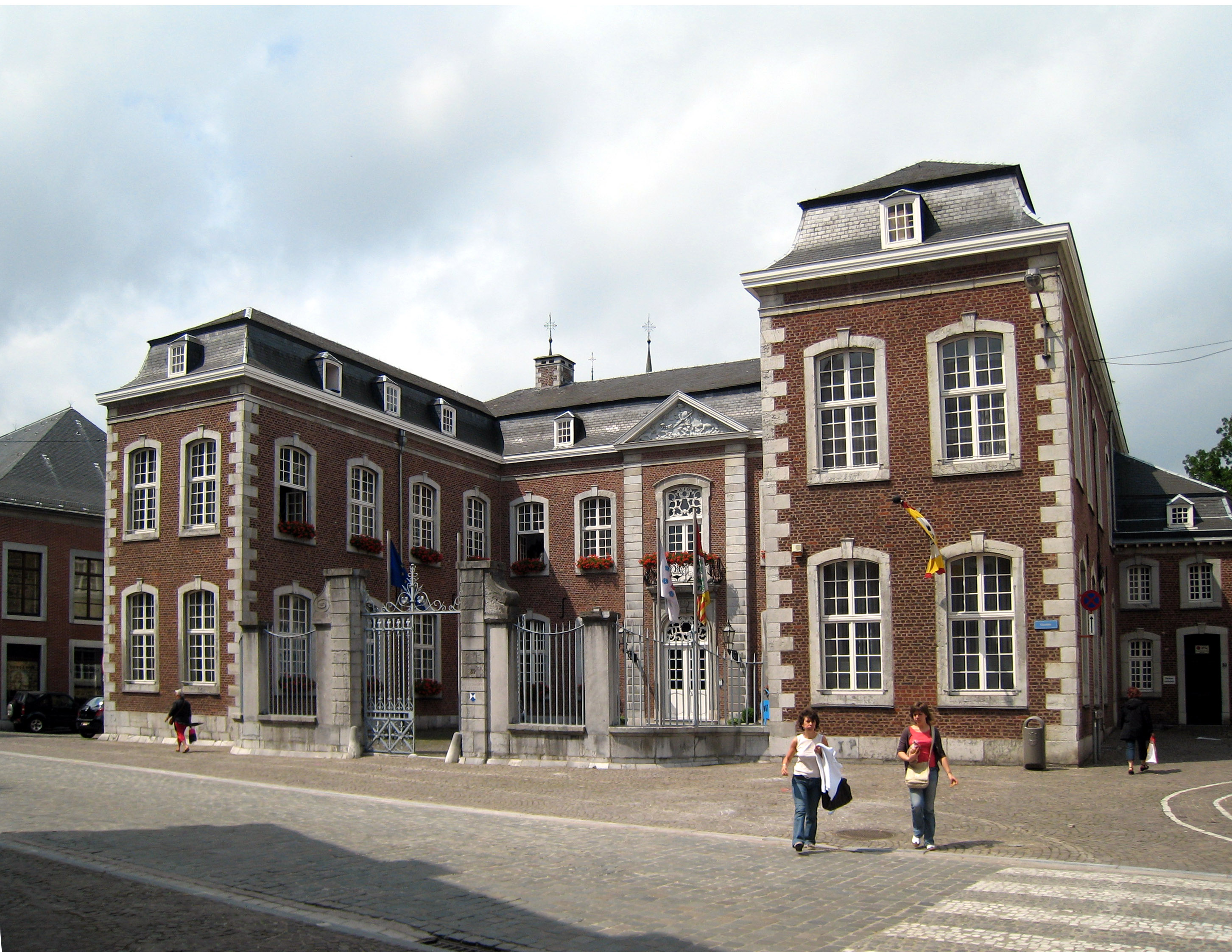
De textielfabriek de Grand'Ry in Eupen, thans zetel van de regering voor het Duitstalige gewest

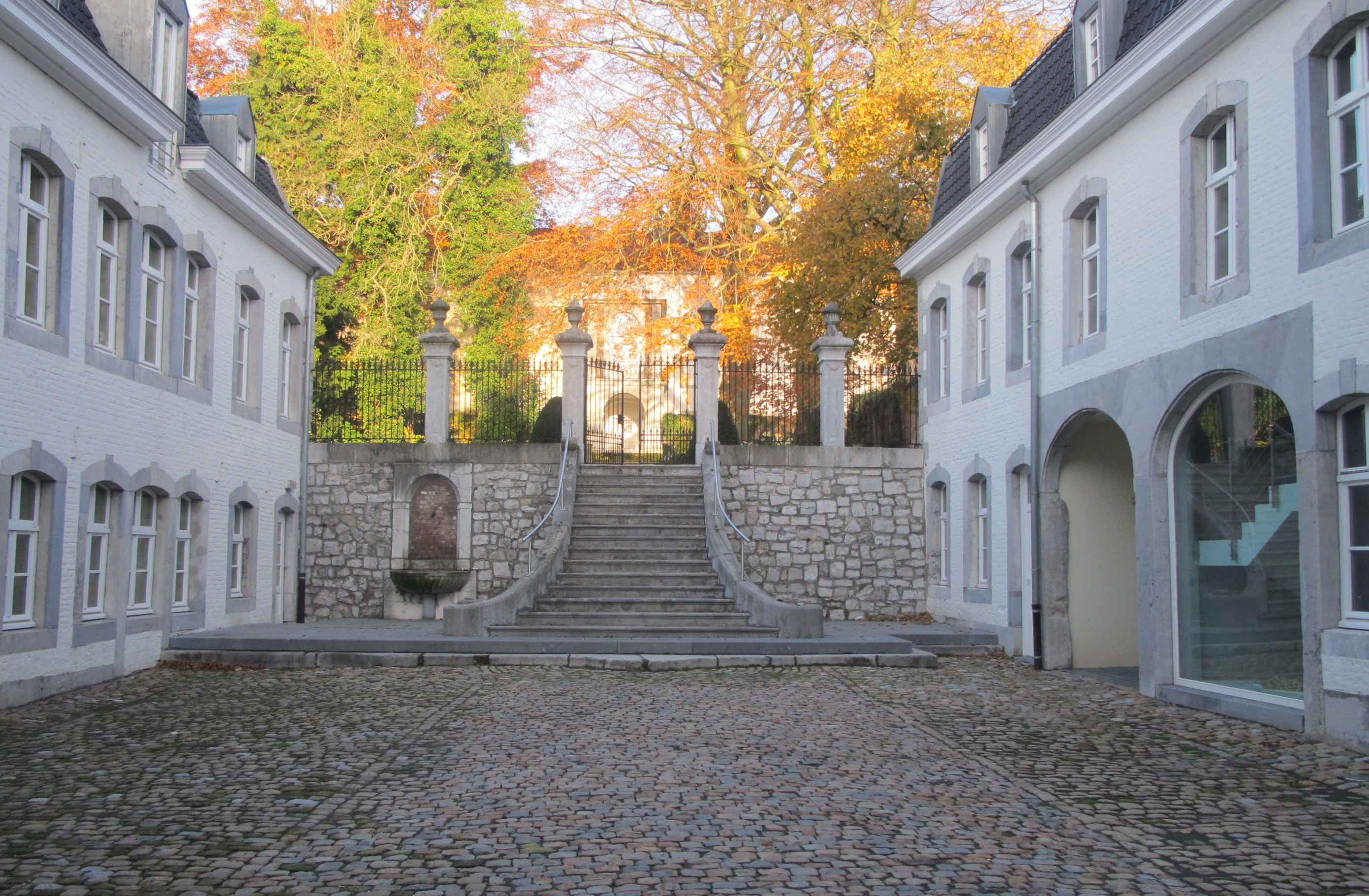
Huizen de Grand'Ry met grote trap leidend naar de tuinen en het hoofdgebouw

De Grand'Ry is een Belgische adellijke familie van industriëlen uit de streek van Verviers-Eupen.

## Geschiedenis
- In 1773 verleende keizerin Maria Theresia erfelijke adel aan Henri-Joseph de Grand'Ry (uitgedoofde tak).
- In 1777 werd de titel ridder verleend aan dezelfde.
- In 1827 gaf koning Frederik III van Pruisen erkenning in de erfelijke adel aan Jacques de Grand'Ry (zie hieronder).
- In 1896 gaf koning Otto I van Beieren adelserkenning aan Alfred de Grand'Ry (uitgedoofde tak).

## Genealogie
- Nicolas de Grand'Ry (1709-1763), x Marie-Elisabeth de Wampe (1717-1794)
  - Jacques de Grand'Ry (1743-1798), x Marie-Catherine Mostert (1753-1837)
    - Jacques de Grand'Ry (1777-1840), x Barbe-Cornélie Ackens (1784-1860)
      - Armand de Grand'Ry (1813-1904), x Rosa Franssen (1820-1898)
        - Eugène de Grand'Ry (1845-1912), x Marie Xhoffray (1847-1895)
          - Alfred de Grand'Ry (zie hierna)

  - André-Joseph de Grand'Ry (1744-1801), x Marie-Isabelle Simonis (1747-1784)
    - André-Joseph-François de Grand'Ry (1780-1849), burgemeester van Eupen, x Marie-Thérèse Godin (1779-1839)
      - Jules de Grand'Ry (zie hierna)
      - Alfred de Grand'Ry (1815-1885), x Marie-Joséphine de Pinto (1820-1875). Hij was bestuurder van de vennootschap Nouvelle Montagne.

## Alfred de Grand'Ry
- Clément Hubert Eugène Alfred de Grand'Ry (Eupen, 18 september 1872 - aldaar, 21 februari 1943), industrieel, verkreeg in 1933 inschrijving op de officiële lijst van de Belgische adel. Hij trouwde in 1902 in Luik met Marie Urbach (1876-1941). Ze kregen twee zoons en twee dochters:
  - Armand de Grand'Ry (1902-1998), ingenieur, trouwde in 1929 in Verviers met Marthe Ruhl (1909-1997). Ze kregen een zoon en twee dochters, met afstammelingen tot heden.
  - Albert de Grand'Ry (1904-1999), ingenieur, trouwde in 1929 in Aubel met Yvonne Nicolaï de Gorhez (1909-1997). Ze kregen drie zoons en drie dochters, met afstammelingen tot heden.
  - Marie de Grand'Ry (1907-1933)
  - Madeleine de Grand'Ry (1909-1995), trouwde in 1939 in Eupen met Robert van der Straten Waillet (1907-1976). Ze kregen twee dochters, met afstammelingen tot heden.

## Jules de Grand'Ry
- André Joseph Jules Hubert de Grand'Ry (Eupen, 4 augustus 1805 - Verviers, 5 december 1876), verkreeg in 1844 erkenning in de erfelijke adel. Hij was burgemeester van Eupen en trouwde in 1829 in Verviers met Blanche Simonis (1810-1838), dochter van Ywan Simonis, industrieel en burgemeester van Verviers. Ze kregen een zoon, maar zonder afstammelingen tot heden. Hij hertrouwde in 1843 in Doornik met Euphrosine Dumon (1823-1895), dochter van Augustin Dumon, industrieel, burgemeester van Doornik, voorzitter van de Senaat en gouverneur van Henegouwen. Uit dit tweede huwelijk kreeg hij drie zoons en drie dochters:
  - Berthe de Grand'Ry (1844-1911), trouwde in 1865 in Verviers met burggraaf Alfred Simonis (1842-1931), industrieel, provincieraadslid van Luik, volksvertegenwoordiger en voorzitter van de Senaat. Ze kregen een zoon, André Simonis, en drie dochters, met afstammelingen tot heden.
  - Gabrielle de Grand'Ry (1847-1915), trouwde in 1866 in Lontzen met baron Alphonse de Moreau (1840-1911), advocaat, burgemeester van Wierde, provincieraadslid van Luik, volksvertegenwoordiger, minister en directeur van de Nationale Bank van België. Ze kregen acht kinderen, met afstammelingen tot heden.
  - Albert de Grand'Ry (1848-1902), trouwde in 1875 in Theux met gravin Élisabeth de Pinto (1852-1936). Ze kregen een zoon en twee dochters.
    - Jules de Grand'Ry (1880-1966), arrondissementscommissaris van Eupen, Malmedy en Sankt Vith en burgemeester van Eupen, werd in 1936 vereerd met de titel baron, overdraagbaar bij eerstgeboorte, trouwde in 1904 in La Roche-en-Ardenne met Joséphine Leirens (1880-1978), kleindochter van Edouard Charles Orban de Xivry, provincieraadslid van Luxemburg en senator. Ze kregen twee zoons en een dochter, met afstammelingen tot heden.
    - Marguerite de Grand'Ry (1883-1978), trouwde in 1909 in Theux met ridder Robert de Limbourg (1882-1953), burgemeester van Theux en provincieraadslid van Luik. Ze kregen drie zoons en zes dochters, met afstammelingen tot heden.

  - Édouard de Grand'Ry (1851-1905), trouwde in 1875 in Florée met Marie de Modave de Masogne (1853-1903). Ze kregen een zoon en een dochter.
    - Gaston de Grand'Ry (1880-1939), trouwde in 1903 in Ivoz-Ramet met Juliette Frésard (1881-1919). Ze kregen twee dochters, met afstammelingen tot heden. Hij hertrouwde in 1922 in Pepinster met Marie del Marmol (1893-1977). Ze kregen twee zoons en drie dochters, met afstammelingen tot heden.

  - Raymond de Grand'Ry (1852-1905), trouwde in 1878 in Verviers met Isabelle de Biolley (1857-1950), dochter van burggraaf Emmanuel de Biolley, industrieel, provincieraadslid van Luik, gemeenteraadslid van Verviers en senator. Ze kregen twee zoons en twee dochters, maar zonder nakomelingen.
    - Georges de Grand'Ry (1879-1955), trouwde in 1914 in Merelbeke met Marie-Claire Verhaegen (1887-1875), dochter van baron Arthur Verhaegen, architect, gemeenteraadslid van Merelbeke, gedeputeerde van Oost-Vlaanderen en volksvertegenwoordiger. Het huwelijk bleef kinderloos.
    - Pierre de Grand'Ry (1881-1922), trouwde in 1914 in Wondelgem met Berthe de Hemptinne (1886-1974), dochter van Eugène de Hemptinne, voorzitter van het college van censoren van de Nationale Bank van België en bestuurder van de Algemene Spaar- en Lijfrentekas. Het huwelijk bleef kinderloos.